# Amalia Elisabetta di Hanau-Münzenberg
Amalia Elisabetta di Hanau-Münzenberg (Hanau, 29 gennaio 1602 – Kassel, 8 agosto 1651) fu contessa d'Hanau-Münzenberg e, dopo la morte del marito, il langravio Guglielmo V, resse l'Assia-Kassel dal 1637 al 1650.

## Giovinezza
Era figlia del conte Filippo Luigi II di Hanau-Münzenberg e di sua moglie Caterina Belgica, figlia di Guglielmo d'Orange-Nassau, che aveva guidato la Repubblica delle Sette Province Unite nella lotta per l'indipendenza contro gli Asburgo nel Cinquecento. In virtù dei numerosi fratelli e sorelle della madre, Amalia Elisabetta era collegata a numerose importanti dinastie europee. Tra esse, vi era il ramo palatino dei Wittelsbach, di fede riformata, presso la cui corte di Heidelberg, ella crebbe per un certo tempo insieme alla zia, Luisa Giuliana (1576-1644), moglie dell'elettore Federico IV. Dopo la prematura scomparsa del padre nel 1612, Amalia Elisabetta tornò ad Hanau. Più tardi ella fece anche un soggiorno più lungo presso i parenti nei Paesi Bassi.
Nel 1617 Albrecht Jan Smiřicky von Smiřice (noto anche come Albert o Johann, 17 dicembre 1594-18 novembre 1618) giunse alla corte di Hanau per chiedere la mano di Amalia Elisabetta. Dal momento che non erano state avviate precedenti trattative in tal senso, e non vi erano certezze alla corte di Hanau riguardo al rango ed il grado dei titoli nobiliari boemi, si fu dapprima incerti sulla risposta da dare. Tuttavia Johann Albrecht Smiřicky era il principale statista della Boemia, di fede riformata, e uno dei più ricchi proprietari terrieri del paese, cosicché alla fine si decise d'accettare la sua proposta.
Nel 1618 il marito fu uno dei sei nobili boemi, che nella cosiddetta seconda defenestrazione gettò il governatore imperiale di Praga fuori dalla finestra,  con un gesto che è considerato l'inizio della guerra dei trent'anni. A seguito di ciò, egli fu inoltre candidato alla corona boema, ma morì prima di poter accedervi, cosicché essa andò ad uno dei cugini di Amalia Elisabetta, il cosiddetto "Re d'inverno" Federico V del Palatinato. Tra Amalia Elisabetta e gli eredi di Albrecht Jan Smiřicky von Smiřice si aprì un'accesa discussione relativa all'eredità, cui pose infine termine il sequestro dei beni del nobile boemo, operato dagli Asburgo nel 1621, quale pena della condanna a lui inflitta in via postuma.

## Matrimonio
Nel 1619 Amalia Elisabetta sposò in seconde nozze il futuro Guglielmo V d'Assia-Kassel. Suo marito divenne langravio d'Assia-Kassel nel 1627, dopo l'abdicazione forzata del padre Maurizio.
Nel corso della guerra dei trent'anni, Guglielmo aderì al fronte protestante. Dopo la vittoria riportata delle forze imperiali e spagnole nel 1634 su quelle svedesi nella battaglia di Nördlingen, perse il suo più potente alleato. Tuttavia, il langravio fu uno dei tre principi che rifiutarono la pace di Praga del 1635, decidendo invece d'allearsi con la Francia e di conseguenza il 13 giugno 1636 la città di Hanau dovette subire un assedio da parte delle truppe imperiali. Sconfitto dagli imperiali, dovette abbandonare i suoi possedimenti e rifugiarsi in Frisia con la moglie, abbandonando a Kassel le loro tre giovani figlie Emilia, Carlotta ed Elisabetta: solo tre anni dopo la langravia poté nuovamente rivederle.
Guglielmo V morì in esilio a Leer, all'età di soli 36 anni. Nel suo testamento nominò la moglie reggente in nome del loro figlio ancora bambino, Guglielmo VII. A favore della sua vedova, egli lasciava un buon esercito, che aveva portato in salvo nell'esilio frisone, e che si sarebbe dimostrato un buono strumento di potere.

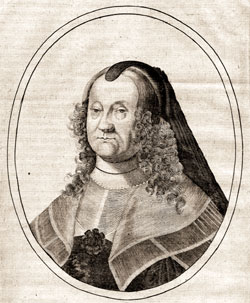
Amelia Elisabetta, Reggente d'Assia-Kassel

## Reggenza
A Guglielmo V successe il figlio di otto anni, come langravio Guglielmo VI.  Amalia Elisabetta tenne le redini del governo sin al raggiungimento della maggiore età del figlio, nel 1650, dimostrando di essere una reggente abile ed energica. Nonostante la disastrosa situazione in cui la dinastia s'era ritrovata dopo la sconfitta del 1637, ella riuscì non solo a conservare il langraviato al figlio, ma anche a consolidare il suo potere. Fece prestare all'esercito del marito, che l'aveva seguito in Frisia, un giuramento di fedeltà al nuovo langravio, e riuscì a far riconoscere il suo potere anche a Kassel, nonostante che il langravio Giorgio II d'Assia-Darmstadt (1626-1661) avesse tentato di farsi attribuire la reggenza.

## Guerra dei trent'anni
Come reggente, Amalia Elisabetta proseguì nella politica d'alleanza con la Francia avviata da suo marito, servendosi dell'esercito che Guglielmo V era riuscito a porre in salvo in Frisia. Pur avendo concluso una tregua con l'imperatore, nel 1639 e nel 1640, non esitò ad infrangerla alleandosi con il cardinale Richelieu e con il duca Bernardo di Sassonia-Weimar. Grazie a questa rete d'alleanze, l'Assia-Kassel riacquistò un ruolo di primo piano tra gli stati tedeschi protestanti.
Affrontò inoltre anche la questione dell'Assia Superiore, che costituiva un motivo di frizione con l'Assia-Darmstadt. Dopo aver dichiarato invalido il trattato firmato nel 1627, sfavorevole per l'Assia-Kassel, fece invadere la provincia dalle sue truppe, iniziando la cosiddetta "guerra d'Assia", in cui l'esercito del langravio Giorgio II risultò essere inferiore in battaglia.

## Pace di Westfalia
I successi ottenuti nella guerra d'Assia furono confermati dai trattati della pace di Westfalia del 1648. L'Assia-Kassel ottenne parte dell'Alta Assia, compresa la città di Marburgo. Supportato da Svezia e Francia, il langraviato ricevette - unico territorio tedesco - per il suo esercito di circa 20.000 uomini un'indennità di guerra di mezzo milione di talleri. Infine l'Assia-Kassel ottenne l'abbazia di Hersfeld e parti della contea di Schaumburg.
Si è a lungo ritenuto che Amalia Elisabetta avesse svolto un ruolo preponderante nei negoziati di pace, promuovendo l'eguaglianza giuridica dei calvinisti, oltre che dei cattolici e dei luterani. Recenti studi hanno però dimostrato che ella si concentrò in realtà nella difesa degli interessi dell'Assia-Kassel.

## Contea di Hanau
Amalia Elisabetta riuscì a farsi rimborsare le spese sostenute per liberare la città di Hanau dall'assedio subito nel 1636. Poiché la contea non era in grado di pagare, la reggente ottenne la costituzione, a favore del Langraviato, di un'ipoteca sulla contea di Schwarzenfels e sui vigneti di Naumburg.
Nel 1642 la linea di Hanau-Münzenberg s'estinse, ed Amalia Elisabetta sostenne la successione della linea di Hanau-Lichtenberg. In ricompensa di questa condotta, i nuovi reggenti dell'Hanau sottoscrissero con l'Assia-Kassel un patto di successione impegnandosi, in caso d'estinzione della dinastia dei Lichtenberg, a cedere al langraviato la contea di Hanau-Münzenberg, cosa che effettivamente si verificò nel 1736.

## Ultimi anni
Gli sforzi della guerra e gli oneri che si era sobbarcata finirono per minare la sua salute, che crollò nel 1648 e il 20 settembre 1650 la langravia affidò al figlio le redini del governo.
I suoi ultimi anni furono offuscati dal matrimonio infelice della figlia Carlotta con l'elettore palatino Carlo I Luigi. Tornata completamente esausta da una visita fatta ad Heidelberg da sua figlia, Amalia Elisabetta morì solo quattro settimane più tardi, l'8 agosto 1651. Venne sepolta il 30 settembre 1651 nella chiesa di San Martino a Kassel.

## Curiosità
- Attraverso la figlia Carlotta, Amalia Elisabetta fu la nonna materna della famosa Liselotte del Palatinato, e di conseguenza, antenata di Maria Antonietta.
- La sua prima biografia è stata probabilmente quella scritta da Christian Gottfried Körner, apparsa come appendice della Presentazione della Guerra dei Trent'Anni di Friedrich Schiller.
- Amalia Elisabetta fu una delle quattro donne, che il re Luigi I di Baviera volle far celebrare nel suo Walhalla. Il busto che la rappresenta venne realizzato da Christian Friedrich Tieck.

## Figli
Amalia Elisabetta diede a Guglielmo V i seguenti figli:
- Agnese (1620-1626)
- Maurizio (nato e morto nel 1621)
- Elisabetta (1623-1624)
- Guglielmo (1625-1626)
- Emilia (1626-1693), nel 1648 sposò il figlio del duca di Thouars, Henri Charles de La Trémoille, principe di Taranto (morto il 14 settembre 1672).
- Carlotta (1627-1686), nel 1650 sposò l'elettore Carlo I Luigi del Palatinato
- Guglielmo (1629-1663), langravio d'Assia-Kassel
- Filippo (1630-1638)
- Adolfo (1631-1632)
- Carlo (1633-1635)
- Elisabetta (1634-1688), badessa a Herford
- Luisa (1636-1638)

## Ascendenza
|                                           |                                    |                                  | Genitori                              |  |  | Nonni |  |  | Bisnonni                            |  |  | Trisnonni                           |  |
|                                           |                                    |                                  |                                       |  |  |       |  |  | 8. Philipp III von Hanau-Münzenberg |  |  | 16. Philipp II von Hanau-Münzenberg |  |
|                                           |                                    |                                  |                                       |  |  |       |  |  | 8. Philipp III von Hanau-Münzenberg |  |  | 16. Philipp II von Hanau-Münzenberg |  |
|                                           |                                    | 17. Juliana zu Stolberg (= 13)   |                                       |  |  |       |  |  | 8. Philipp III von Hanau-Münzenberg |  |  |                                     |  |
| 4. Philipp Ludwig I von Hanau-Münzenberg  |                                    |                                  |                                       |  |  |       |  |  | 8. Philipp III von Hanau-Münzenberg |  |  |                                     |  |
|                                           |                                    | 9. Helena von Pfalz-Simmern      | 18. Johann II von Pfalz-Simmern       |  |  |       |  |  |                                     |  |  |                                     |  |
|                                           |                                    | 9. Helena von Pfalz-Simmern      | 18. Johann II von Pfalz-Simmern       |  |  |       |  |  |                                     |  |  |                                     |  |
|                                           |                                    | 9. Helena von Pfalz-Simmern      | 19. Beatrix von Baden                 |  |  |       |  |  |                                     |  |  |                                     |  |
| 2. Philipp Ludwig II von Hanau-Münzenberg |                                    | 9. Helena von Pfalz-Simmern      |                                       |  |  |       |  |  |                                     |  |  |                                     |  |
|                                           |                                    | 10. Philipp IV von Waldeck       | 20. Heinrich VIII von Waldeck         |  |  |       |  |  |                                     |  |  |                                     |  |
|                                           |                                    | 10. Philipp IV von Waldeck       | 20. Heinrich VIII von Waldeck         |  |  |       |  |  |                                     |  |  |                                     |  |
|                                           |                                    | 10. Philipp IV von Waldeck       | 21. Anastasia von Runkel              |  |  |       |  |  |                                     |  |  |                                     |  |
| 5. Magdalene von Waldeck                  |                                    | 10. Philipp IV von Waldeck       |                                       |  |  |       |  |  |                                     |  |  |                                     |  |
|                                           |                                    | 11. Jutta von Isenburg-Grenzau   | 22. Salentin VII von Isenburg-Grenzau |  |  |       |  |  |                                     |  |  |                                     |  |
|                                           |                                    | 11. Jutta von Isenburg-Grenzau   | 22. Salentin VII von Isenburg-Grenzau |  |  |       |  |  |                                     |  |  |                                     |  |
|                                           |                                    | 11. Jutta von Isenburg-Grenzau   | 23. Elisabeth von Hunolstein-Neumagen |  |  |       |  |  |                                     |  |  |                                     |  |
| 1. Amalie Elisabeth von Hanau-Münzenberg  |                                    | 11. Jutta von Isenburg-Grenzau   |                                       |  |  |       |  |  |                                     |  |  |                                     |  |
|                                           | 12. Willem I van Nassau-Dillenburg | 24. Johan V van Nassau-Siegen    |                                       |  |  |       |  |  |                                     |  |  |                                     |  |
|                                           | 12. Willem I van Nassau-Dillenburg | 24. Johan V van Nassau-Siegen    |                                       |  |  |       |  |  |                                     |  |  |                                     |  |
|                                           | 12. Willem I van Nassau-Dillenburg | 25. Elisabeth von Hessen-Marburg |                                       |  |  |       |  |  |                                     |  |  |                                     |  |
| 6. Willem I van Oranje                    | 12. Willem I van Nassau-Dillenburg |                                  |                                       |  |  |       |  |  |                                     |  |  |                                     |  |
|                                           |                                    | 13. Juliana zu Stolberg          | 26. Botho VIII zu Stolberg            |  |  |       |  |  |                                     |  |  |                                     |  |
|                                           |                                    | 13. Juliana zu Stolberg          | 26. Botho VIII zu Stolberg            |  |  |       |  |  |                                     |  |  |                                     |  |
|                                           |                                    | 13. Juliana zu Stolberg          | 27. Anna von Eppstein-Königstein      |  |  |       |  |  |                                     |  |  |                                     |  |
| 3. Catharina Belgica van Nassau           |                                    | 13. Juliana zu Stolberg          |                                       |  |  |       |  |  |                                     |  |  |                                     |  |
|                                           |                                    | 14. Louis III de Montpensier     | 28. Louis de Bourbon-Vendôme          |  |  |       |  |  |                                     |  |  |                                     |  |
|                                           |                                    | 14. Louis III de Montpensier     | 28. Louis de Bourbon-Vendôme          |  |  |       |  |  |                                     |  |  |                                     |  |
|                                           |                                    | 14. Louis III de Montpensier     | 29. Louise de Bourbon-Montpensier     |  |  |       |  |  |                                     |  |  |                                     |  |
| 7. Charlotte de Bourbon-Montpensier       |                                    | 14. Louis III de Montpensier     |                                       |  |  |       |  |  |                                     |  |  |                                     |  |
|                                           |                                    | 15. Jacqueline de Longwy         | 30. Jean IV de Longwy                 |  |  |       |  |  |                                     |  |  |                                     |  |
|                                           |                                    | 15. Jacqueline de Longwy         | 30. Jean IV de Longwy                 |  |  |       |  |  |                                     |  |  |                                     |  |
|                                           |                                    | 15. Jacqueline de Longwy         | 31. Jeanne d'Angoulême                |  |  |       |  |  |                                     |  |  |                                     |  |
|                                           |                                    | 15. Jacqueline de Longwy         |                                       |  |  |       |  |  |                                     |  |  |                                     |  |